# Tomáš Řepka
Tomáš Řepka (Slavičín, 2 januari 1974) is een Tsjechische voetballer die bij voorkeur als rechstachter speelt.

## Baník Ostrava
Tomáš Řepka begon zijn professionele voetbalcarrière bij de Tsjechische club Baník Ostrava. In het seizoen 1990/1991 mocht hij zich voor het eerst melden bij de A-selectie van de ploeg. Desondanks zou hij dat seizoen geen enkele wedstrijd in actie komen. Het seizoen daarop was dat wel anders. Řepka verscheen zestien keer binnen de lijnen en naast dat hij dat seizoen dus zijn debuut op professioneel niveau maakte, scoorde hij ook zijn eerste doelpunt. De Tsjech zou tot en met het jaar 1995 voor de club uitkomen, waarna hij vertrok naar de grootste club van zijn land. In totaal speelde Tomáš Řepka 77 wedstrijden voor Baník Ostrava. Daarin scoorde hij driemaal.

## Sparta Praag, eerste keer
Tijdens de zomer van 1995 maakte Tomáš Řepka de overstap naar Sparta Praag. Daar kwam hij onder andere samen te spelen met zijn landgenoten Jan Koller en Vratislav Lokvenc. Bij Sparta groeide hij uit tot een vaste kracht en speelde dus veel wedstrijden. In 1997 won hij zijn eerste landskampioenschap met de club. Vanwege zijn goede spel bij Sparta Praag raakten buitenlandse club geïnteresseerd in Tomáš Řepka. Uiteindelijk verdiende hij in 1998 een transfer naar een buitenlandse club. Voor Sparta Praag speelde Řepka 82 wedstrijden in totaal. Daarin wist hij zes keer het net te vinden.

## Fiorentina
In 1998 vertrok Tomáš Řepka voor het eerst naar het buitenland. De Italiaanse club Fiorentina nam hem namelijk over van Sparta Praag. Net als bij zijn vorige club was Řepka ook hier een basisspeler. Met de club kende hij groot succes in de Coppa Italia. Nadat hij in het jaar 1999 samen met Fiorentina de vice-kampioen werd, won hij twee jaar daarna werkelijk de beker. Dit was echter ook het jaar dat Fiorentina door geldproblemen genoodzaakt was Tomáš Řepka te verkopen aan een andere club. Uiteindelijk zou hij in Engeland gaan voetballen. Tomáš Řepka speelde voor Fiorentina in totaal 89 wedstrijden. Daarin wist hij echter nooit te scoren.

## West Ham United
Na zijn vertrek bij Fiorentina ging Tomáš Řepka in 2001 naar Engeland, om precies te zijn naar Londen. Daar zou hij gaan spelen voor een van de talloze club die de stad kent. West Ham United werd namelijk zijn nieuwe werkgever. Al in de eerste drie wedstrijden die de rechtsachter voor de club speelde, ontving hij twee keer de rode kaart. Hierna werd hij als centrale verdediger opgesteld om zo een koppel te vormen met de Schot Christian Dailly. Desondanks kon hij de club niet behoeden voor degradatie. De twee jaar daarna speelde hij met West Ham in de op een na hoogste divisie van Engeland. Nadat Alan Pardew de nieuwe coach van West Ham werd ging Tomáš Řepka weer als rechtsback spelen. In 2005 wist hij zich met West Ham United weer te promoveren naar de Premier League. Ondanks een doorlopend contract besloot hij een jaar later echter de club te verlaten, om zo meer tijd met zijn familie te kunnen besteden in Tsjechië. Tomáš Řepka speelde bij elkaar 167 wedstrijden voor West Ham United, maar scoorde daarin nooit. Zijn laatste wedstrijd voor West Ham was tegen stadsgenoot Fulham FC.

## Sparta Praag, tweede keer
Zijn tweede periode bij Sparta Praag begon Tomáš Řepka in het seizoen 2006/2007. Ook nu heeft hij weer prijzen gewonnen met Sparta. Zo werd in 2007 opnieuw kampioen van Tsjechië. Ook won hij dat jaar de Tsjechische beker met de club.

## Interlandcarrière
Tomáš Řepka maakte zijn debuut op internationaal niveau in 1993. Dit was voor het voormalige Tsjechoslowakijke. Daar speelde hij één keer voor. Zijn overige 45 interlands waren allemaal voor zijn geboorteland Tsjechië. Voor Tsjechië scoorde hij één keer. Ondanks dat hij niet mee mocht naar het EK van 1996 in Engeland, speelde hij wel op EURO 2000 in Nederland en België.

## Erelijst
- Pohár ČMFS: 1996, 2007 (Sparta Praag)
- 1. česká fotbalová liga: 1997, 1998, 2007 (Sparta Praag)
- Coppa Italia: 2001 (Fiorentina)

## Statistieken
| Seizoen | Club                    | Land | Competitie              | Duels | Goals |
| ------- | ----------------------- | ---- | ----------------------- | ----- | ----- |
| 91/92   | FC Baník Ostrava        | Vlag | 1. liga                 | ?     | ?     |
| 92/93   | FC Baník Ostrava        | Vlag | 1. liga                 | ?     | ?     |
| 93/94   | FC Baník Ostrava        | Vlag | 1. česká fotbalová liga | 26    | 2     |
| 94/95   | FC Baník Ostrava        | Vlag | 1. česká fotbalová liga | 16    | 0     |
| 95/96   | Sparta Praag            | Vlag | 1. česká fotbalová liga | 29    | 3     |
| 96/97   | Sparta Praag            | Vlag | 1. česká fotbalová liga | 25    | 1     |
| 97/98   | Sparta Praag            | Vlag | Gambrinus liga          | 28    | 2     |
| 98/99   | ACF Fiorentina          | Vlag | Serie A                 | 31    | 0     |
| 99/00   | ACF Fiorentina          | Vlag | Serie A                 | 29    | 0     |
| 00/01   | ACF Fiorentina          | Vlag | Serie A                 | 28    | 0     |
| 2001/02 | West Ham United         | Vlag | Premier League          | 31    | 0     |
| 2002/03 | West Ham United         | Vlag | Premier League          | 32    | 0     |
| 2003/04 | West Ham United         | Vlag | Championship            | 40    | 0     |
| 04/05   | West Ham United         | Vlag | Championship            | 42    | 0     |
| 05/06   | West Ham United         | Vlag | Premier League          | 19    | 0     |
| 05/06   | Sparta Praag            | Vlag | Gambrinus liga          | 13    | 0     |
| 06/07   | Sparta Praag            | Vlag | Gambrinus liga          | 25    | 0     |
| 07/08   | Sparta Praag            | Vlag | Gambrinus liga          | 20    | 1     |
| 08/09   | Sparta Praag            | Vlag | Gambrinus liga          | 22    | 0     |
| 09/10   | Sparta Praag            | Vlag | Gambrinus liga          | 28    | 1     |
| 10/11   | Sparta Praag            | Vlag | Gambrinus liga          | 22    | 0     |
| 11/12   | Sparta Praag            | Vlag | Gambrinus liga          | 3     | 0     |
| 11/12   | Dynamo České Budějovice | Vlag | Gambrinus liga          | 24    | 0     |